# Flotte de réserve de Grande-Bretagne
La flotte de réserve de Grande-Bretagne ou Reserve Fleet était une flotte de réserve de la Royal Navy composée de navires déclassés pouvant être rapidement remis en état de combattre en temps de guerre. Créée vers 1700, elle est dissoute en 1960.

## Histoire

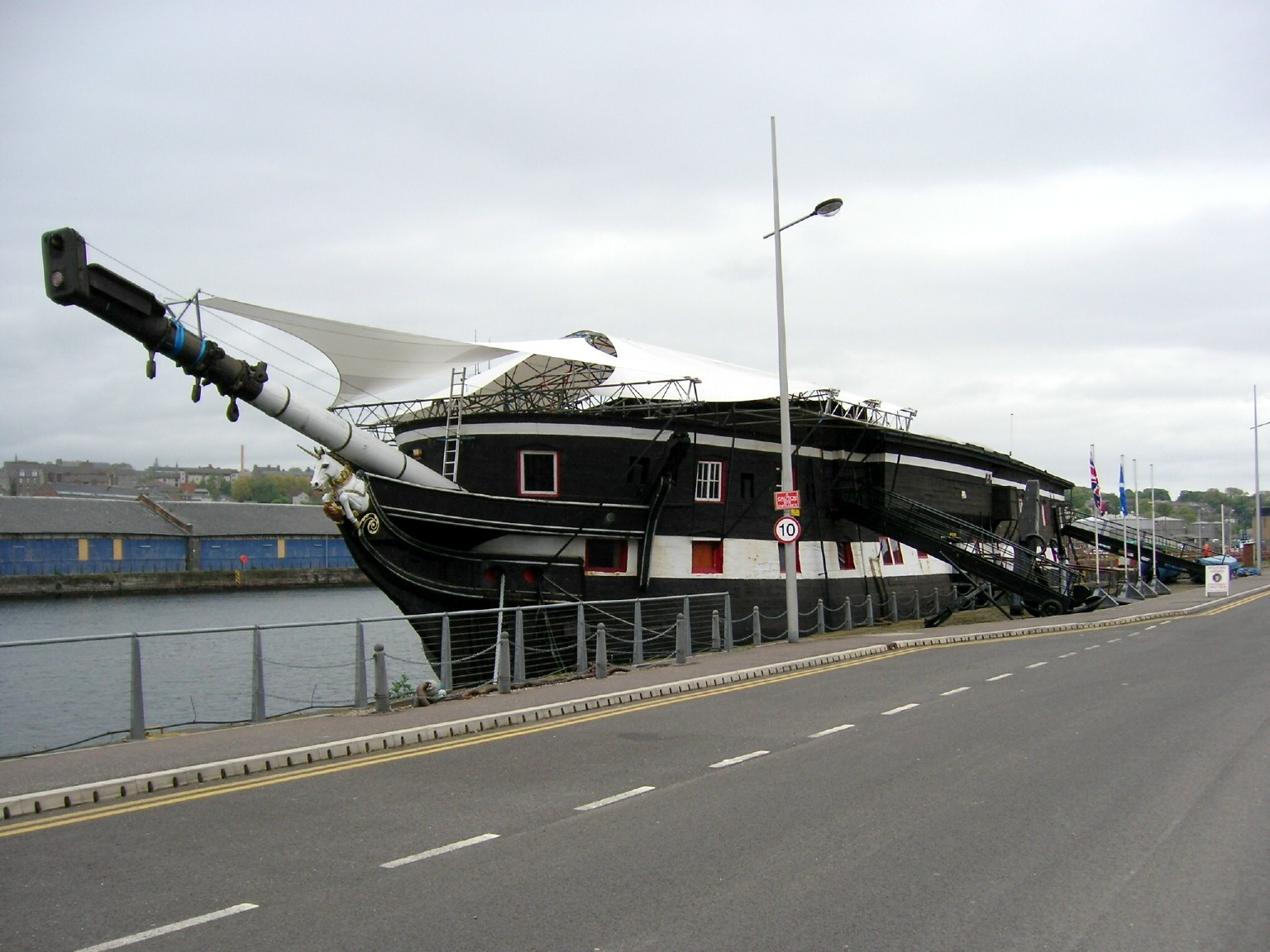
Le en ordinaire

Au début du XVIIIe siècle, les navires dont la marine n'a pas l'usage sont envoyés dans diverses bases navales britanniques et « mis en ordinaire », c'est-à-dire stationnés sans équipages, sans leurs voiles et parfois dématés pour résister au mieux au temps. Ils forment ainsi une flotte de réserve de navires en état de service mais déclassés.
La flotte de réserve est remise en service au début de la Première Guerre mondiale. La pratique du stockage de navire en ordinaire est reprise durant l'entre-deux-guerres mais en 1930, l'Amirauté la réduit en raison du fait que la probabilité d'une guerre dans les 10 années à venir était faible (réductions budgétaire liées à la règle des dix ans). Au début de la Seconde Guerre mondiale, la flotte de réserve est placée sous le commandement du vice-amiral Max Horton et est remise en service. 15 000 hommes sont appelés en mai 1939 pour équiper la flotte qui est prête à servir le 15 juin 1939. Pendant les années 1950, les navires étaient régulièrement « cocooned » (mis en cocon) pour la flotte de réserve qui est finalement dissoute en 1960.

## Amiraux commandants
Les amiraux qui commandaient comprenaient:
- 1919–1920 Vice-Admiral Sir Henry Oliver
- 1920–1922 Vice-Admiral Sir Richard Phillimore
- 1922–1923 Vice-Admiral Sir Douglas Nicholson
- 1923–1924 Vice-Admiral Sir William Goodenough
- 1924–1926 Vice-Admiral Sir Victor Stanley
- Mars–octobre 1926 Vice-Admiral Sir Rudolph Bentinck
- 1926–1928 Vice-Admiral Sir Hugh Watson
- 1928–1929 Vice-Admiral Sir William Boyle
- 1929–1930 Vice-Admiral Percival Hall-Thompson
- 1930–1932 Vice-Admiral Sir Frank Larken
- 1932–1934 Vice-Admiral Sir William Kerr
- 1934–1935 Vice-Admiral Edward Astley-Rushton
- 1935–1937 Vice-Admiral Sir Gerald Dickens
- 1937–1939 Vice Admiral Sir Max Horton

Le commandement a été dissous jusqu'en 1944

### Officiers généraux commandants
Les officiers généraux commandant comprenaient:
- 1944–1945 Rear-Admiral Charles Harris
- 1945–1947 Rear-Admiral Leslie Ashmore
- 1947–1948 Rear-Admiral Reginald Servaes
- 1948–1951 Vice-Admiral Sir Robin Bridge
- 1951–1953 Vice-Admiral Sir Henry McCall
- 1953–1954 Vice-Admiral Sir Ian Campbell
- 1954–1955 Vice-Admiral Sir John Eaton
- 1955–1956 Vice-Admiral Sir Peter Cazalet
- 1956–1958 Vice-Admiral Sir Richard Onslow
- 1958–1959 Vice-Admiral Sir Guy Sayer
- 1959–1960 Rear-Admiral John Grant

## Divisions de réserve
Les officiers subalternes comprenaient,:

### Division Portsmouth

#### Contre-amiral commandant la réserve de Portsmouth
- Rear-Admiral Edward F. Bruen, 1er février1919 – 23 avril 1919
- Rear-Admiral Cole C. Fowler, 23 avril 1919 – 23 avril 1920
- Rear-Admiral Clement Greatorex, 23 April 1920 – 1er octobre 1921
- Rear-Admiral Edmond H. Parker, 1er octobre 1921

### Division Devonport

#### Contre-amiral commandant la réserve de Devonport
- Rear-Admiral Douglas R. L. Nicholson, 1er février 1919 – 18 mars 1919
- Rear-Admiral James A. Fergusson, 18 mars 1919 – 9 avril 1919
- Rear-Admiral Maurice Woollcombe, 9 avril 1919 – 9 avril 1920
- Rear-Admiral Philip H. Colomb, 9 avril 1920
- Rear-Admiral Charles D. Johnson, 9 avril 1921

#### Capitaine Commandant
- Captain Alfred A. Ellison, 16 May 1922 – 1er novembre 1922
- Captain Rowland H. Bather, 15 avril 1922 – 1er July 1922 (temporaire)
- Captain John E. Cameron, 1er novembre 1922 – avril , 1924
- Captain Herbert A. Buchanan-Wollaston, 25 juillet 1927 – 17 avril 1928
- Captain Edward B. Cloete, 3 novembre 1929 – 4 mai 1931

### Division Nore

#### Contre-amiral commandant la réserve de Nore
- Rear-Admiral A. Thomas Hunt, 1er février 1919 – 8 mars 1919
- Rear-Admiral Henry L. Mawbey, 17 mars 1919 – 17 mars 1920
- Rear-Admiral Vivian H. G. Bernard, 17 mars 1920 – 17 mars  1921
- Rear-Admiral William J. S. Alderson, 17 mars 1921 – 15 avril 1922

#### Capitaine commandant de la réserve de Nore
- Captain Lawrence W. Braithwaite, 24 avril 1925 – 17 août 1926
- Captain Arthur L. Snagge, vers 1927
- Captain Claude C. Dobson, 17 octobre 1931 – 17 octobre 1933
- Captain Richard M. King, 17 octobre 1933 – 16 janvier 1935 (et en tant que capitaine de Cardiff)
- Captain Hamilton C. Allen, 16 janvier 1935 – 24 juillet 1935
- Captain John H. Young, 1er octobre  1935 – 1er septembre 1936

### Division Rosyth

#### Vice-amiral / Contre-amiral commandant la réserve de Rosyth
- Vice-Admiral Sir Trevylyan D. W. Napier, 1er February 1919 – 1er mai 1919
- Rear-Admiral Charles F. Corbett, 1er mai 1919 – 1er mai 1920
- Rear-Admiral Crawford Maclachlan, 1er mai 1920
- Captain Henry P. Boxer, 28 janvier 1937 – 1er juin 1938

### Division Portland

#### Contre-amiral commandant la réserve de Portland
- Rear-Admiral Sir Douglas R. L. Nicholson, 1er novembre 1919 – 1er avril 1920

### Vice-amiral de la flotte de réserve de destroyers

#### Vice-Amiral Commandant
- Vice-Admiral Sir R. H. T. Raikes (1939-1945) (à la retraite)

## Source
- (en) Cet article est partiellement ou en totalité issu de l’article de Wikipédia en anglais intitulé « Reserve Fleet (United Kingdom) » (voir la liste des auteurs).